# Pascale Neyret
Pour les articles homonymes, voir Neyret.
Pascale Neyret, née le 18 février 1962, est une pilote automobile française de rallyes.

## Biographie
En WRC, elle se classe dans les vingt premiers du rallye Monte-Carlo en 1988 (19e). Elle participe à neuf épreuves du championnat mondial entre 1985 et 1990, en terminant sept.
Elle est la fille de Bob Neyret.

## Titre
- Trophéminin Visa (Paris): 1984;
- Championne de France des rallyes: 1987 (copilote Carole Cerboneschi, sur Lancia Delta HF 4WD);

## Victoires
- Coupe des Dames au Rallye Monte-Carlo: 1988, copilote Carole Cerboneschi, sur Lancia Delta HF 4WD;
- 1re pilote femme du Tour de Corse: 1985 (copilote Isabelle Marché, sur Renault 5 GT Turbo) (26e au général);
- 1re pilote femme du Rallye de l'Acropole: 1986 (copilote Cerboneschi, sur Citroën Visa 1000 Pistes) (22e au général).